# روآن پابلو
روآن پابلو باربوسا سوسا (انگلیسی: Ruan Pablo؛ زادهٔ ۲۳ ژوئیهٔ ۲۰۰۸) بازیکن فوتبال اهل برزیل است که در حال حاضر برای باشگاه ورزشی باهیا بازی می‌کند. 